# Bolívar (Yaracuy)
Bolívar é um município da Venezuela localizado no estado de Yaracuy.
A capital do município é a cidade de Aroa.